# Карикмакрос
Карикмакрос (на английски: Carrickmacross; на ирландски: Carraig Mhacaire Rois) е град в северната част на Ирландия. Разположен е в графство Монахан на провинция Ълстър, на 10 km от границата със Северна Ирландия. Шосеен транспортен възел. Имал е жп гара от 31 юли 1886 г. до 1 януари 1960 г. Населението му е 4387 жители заедно с прилежащите му околности от преброяването през 2006 г. 